# Eutaenia borneensis
Eutaenia borneensis är en skalbaggsart som beskrevs av Aurivillius 1911. Eutaenia borneensis ingår i släktet Eutaenia och familjen långhorningar. Inga underarter finns listade i Catalogue of Life.